# Hohlleiterfilter

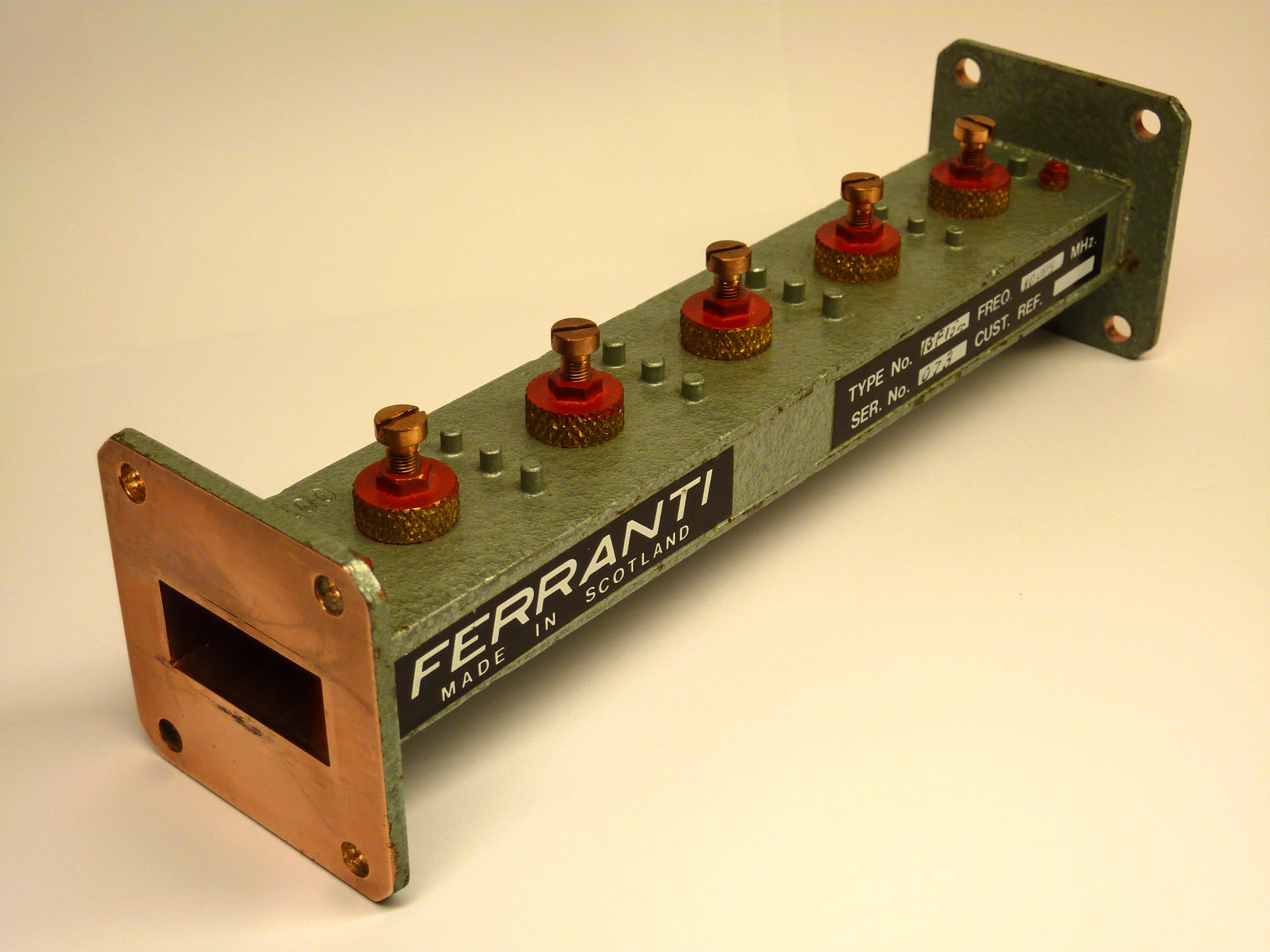
Ein Hohlleiterfilter mit Justageschrauben der Hohlraumresonatoren und beidseitigen Flansch

Ein Hohlleiterfilter ist ein in der Mikrowellentechnik eingesetztes passives Filter in Form eines speziell ausgestatteten Hohlleiters. Es dient dazu bestimmte Frequenzen der sich im Hohlleiter ausbreitenden elektromagnetischen Welle zu unterdrücken oder passieren zu lassen. Anwendungen liegen unter anderem als Baugruppe bei größeren Sendeanlagen, Radaranlagen und bei Kommunikationssatelliten. Beispielsweise werden Hohlleiter als ein Teil eines Diplexers eingesetzt, um das Sende- vom Empfangsfrequenzband an einer Antenne zu trennen.

## Allgemeines
Hohlleiterfilter sind aufgrund ihres Aufbaues, im Gegensatz zu passiven Filtern, die aus einzelnen elektronischen Bauelementen wie Kondensatoren und Spulen bestehen, auf die Frequenzbereiche der im Hohlleiter nutzbaren Schwingungsmoden eingeschränkt. Es lassen sich damit prinzipbedingt keine Tiefpassfilter realisieren, da technisch übliche Hohlleiter unterhalb von 1 GHz nicht mehr verwendbar sind. Der obere Einsatzbereich ist durch die üblichen Schwingungsmoden wie TE10 im rechteckigen Hohlleiter limitiert, womit diese Filter im Arbeitsbereich Bandpassfilter bzw. Bandsperren darstellen. Die konkreten Frequenzen richten sich nach der Anwendung und liegen üblicherweise im Bereich zwischen 1 GHz bis zu 1 THz.
Der Vorteil von Hohlleiterfilter sind die geringen Verluste und die Möglichkeit, auch bei hohen Sendeleistungen eingesetzt werden zu können. Übertragungsleistungen bis zu einigen Megawatt sind damit technisch machbar. Nachteilig ist die durch die Frequenz und die damit verknüpften Wellenlängen vorgegebenen mechanischen Abmessungen, das Gewicht durch den metallischen Aufbau und der hohe Aufwand bei der Herstellung und Justage der Filter. Da sich Hohlleiterfilter außer durch Wahl höherer Frequenzen nicht miniaturisieren lassen, werden in Bereichen wie Mobiltelefonen meist andere Techniken wie Streifenleiterfilter eingesetzt.

## Aufbauvarianten

Beispielhafter Aufbau eines Hohlleiterfilter mit dielektrischen Elementen (in orange)

Hohlleiterfilter folgen im Aufbau meist einer bestimmten Grundstruktur in der Geometrie, welche mehrfach wiederholt wird und so die gewünschte Übertragungsfunktion zu realisieren. Diese Grundstrukturen stellen auf die jeweiligen Frequenzen abgestimmte Resonatoren dar, üblich sind Hohlraumresonatoren oder auch dielektrische Resonatoren. Die Anschlüsse zur Ein- und Auskopplung sind dabei wie bei Hohlleitern gestaltet, zusätzlich kann eine Struktur zur Anpassung des Wellenwiderstandes oder zur Ankopplung eines Koaxialkabels vorliegen.
Je nach Aufbau des Filters umfassen die einzelnen Filterstrukturen von außen zugängliche Justageschrauben, wie es bei Hohlraumresonatoren und dielektrischen Resonatoren üblich ist. Die metallischen Justageschrauben ragen bei Hohlraumresonatoren in den Innenraum des Hohlleiters und erlauben die geometrische Form der metallischen Randstruktur im Resonator zu verändern. Bei dielektrische Resonatoren, es kommen dabei dielektrische Werkstoffe wie Bariumtitanat zum Einsatz, wird die Position und Lage des dielektrischen Elementes durch die Stellschraube verändert.
Die einzelnen Abgleichelemente müssen vor der Verwendung des Filters auf die gewünschte Übertragungsfunktion eingestellt werden. Dabei werden bei dem fertig zusammengebauten Filter mit Hilfe von Messgeräten wie Netzwerkanalysatoren in einem iterativen Verfahren der gewünschte Frequenzgang des Filters eingestellt. Da diese Justage für die Funktion wesentlich ist, werden die Einstellelemente üblicherweise mechanisch in der Position mit Schraubensicherungslack fixiert.

Hohlleiterfilter Drei Blenden zur Realisierung eines Filters

Neben Resonatoren kommen in Hohlleiterfiltern auch sogenannten Blenden zum Einsatz. Dies sind metallische Platten, welche in bestimmten Abstand mit einer bestimmten Kontur in den Hohlleiter eingebracht werden. Blenden dienen vor allem dazu, bestimmte Moden in der Ausbreitung im Hohlleiter zu hindern.
Hohlleiterfilter können auch als absorbierendes Filter realisiert werden, denn normalerweise werden Frequenzanteile, die im Sperrbereich des Filters liegen, zurück an die Quelle reflektiert. Dieses Verhalten kann bei manchen Anwendungen, wie beispielsweise Hohlleiterfilter zur Oberwellenunterdrückung bei einer Sendeendstufe unerwünscht sein, da die reflektierten Anteile zu einer zusätzlichen Erwärmung in der Sendeendstufe führen würden. Um dies zu vermeiden, können Hohlleiterfilter mit dielektrischen Elementen verwendet werden, die eine hohe
dielektrische Absorption aufweisen. Das dielektrische Material muss dabei unter Umständen von außen gekühlt werden, da die absorbierte Welle in Wärme umgesetzt wird. Alternativ können frequenzselektive Koppler in Kombination mit einem Wellensumpf zum Leitungsabschluss verwendet werden.